# Annah Flavia
Ana Flavia Woodeley Valente dos Reis (23 de abril de 1981, São Bernardo do Campo, São Paulo) mais conhecida por Annah Flavia ou simplesmente Annah é uma cantora e compositora brasileira, que ficou conhecida por ser vocalista de diversas bandas como Banda Viva Noite, IZI Rock, Nyx, entre outras.

## Vida e carreira
Annah iniciou sua carreira por volta dos 15 anos de idade, fazendo apresentação em barzinhos e eventos de formatura, até que recebeu o convite para participar do grupo Blush, um grupo musical formado por modelos.
No grupo, Annah Flavia modificou o nome para Nyx, e se apresentaram em diversos programas, como os de Adriane Galisteu, Luciana Gimenez e Eliana.
Após isso, Annah decidiu fazer carreira solo, lançando em 2004 o seu disco chamado Eletricidade, contando com 14 faixas principais.
Em meados de 2006, Annah passou a fazer parte de banda Viva Noite, substituindo a vocalista que na época se encontrava gestante, a banda é formada por membros fantasiados de palhaço e se apresentavam principalmente no programa humorístico, Pânico na TV, na época exibido pela RedeTV, Annah ficou cerca de um ano e meio se apresentando com a banda.
Após sair do Pânico, Annah junto ao seu então marido na época, Giu Daga, e seu cunhado, Adriano Daga e mais um amigo formaram a banda IZI Rock, tendo reconhecimento nacional.
Além das inúmeras apresentações na televisão, a banda também teve uma de suas músicas selecionada para fazer parte da trilha sonora da novela Ti Ti Ti, da Rede Globo, além da banda ter feito uma participação na novela. Annah juntamente a banda também foi responsável por abrir shows do ex-Rebelde, Christopher Uckermann durante sua turnê no Brasil em 2011.
Em 2013, Annah junto a banda Izi iria participar do programa Superstar da Rede Globo, mas após desavenças na parte criativa da banda, ela se desligou e decidiu seguir carreira solo, Giuliano e Adriano seguiram, assim posteriormente formando a Banda Malta e vencendo o programa.
Annah voltou para a Banda Viva Noite, agora com o Pânico sendo exibido pela Band, o Pânico na Band, e também passou a dedicar a sua banda, participando em 2015 do CMA Festival como artista internacional convidado, Annah foi a primeira brasileira a se apresentar no evento.
Recentemente, Annah iniciou seu canal no YouTube, aonde posta semanalmente músicas covers, Annah anunciou em 2019 que em breve lançará conteúdo inédito e autoral em seu canal.

## Discografia
| Ano  | Álbum          | Músicas | Notas                  |
| ---- | -------------- | ------- | ---------------------- |
| 2004 | "Eletricidade" | 14      | Álbum em carreira solo |

## Prêmios e indicações
| Ano  | Premiação        | Categoria  | Trabalho  | Resultado | Ref.   |
| ---- | ---------------- | ---------- | --------- | --------- | ------ |
| 2010 | Prêmio Rock Show | Hit do Ano | Banda Izi | Venceu    | [ 12 ] |